# Dassault Falcon 6X
Dimensions
Le Dassault Falcon 6X est un avion d'affaires long courrier de la famille Falcon. Il reprend une partie de la conception du Dassault Falcon 5X qui a été abandonné.

## Historique

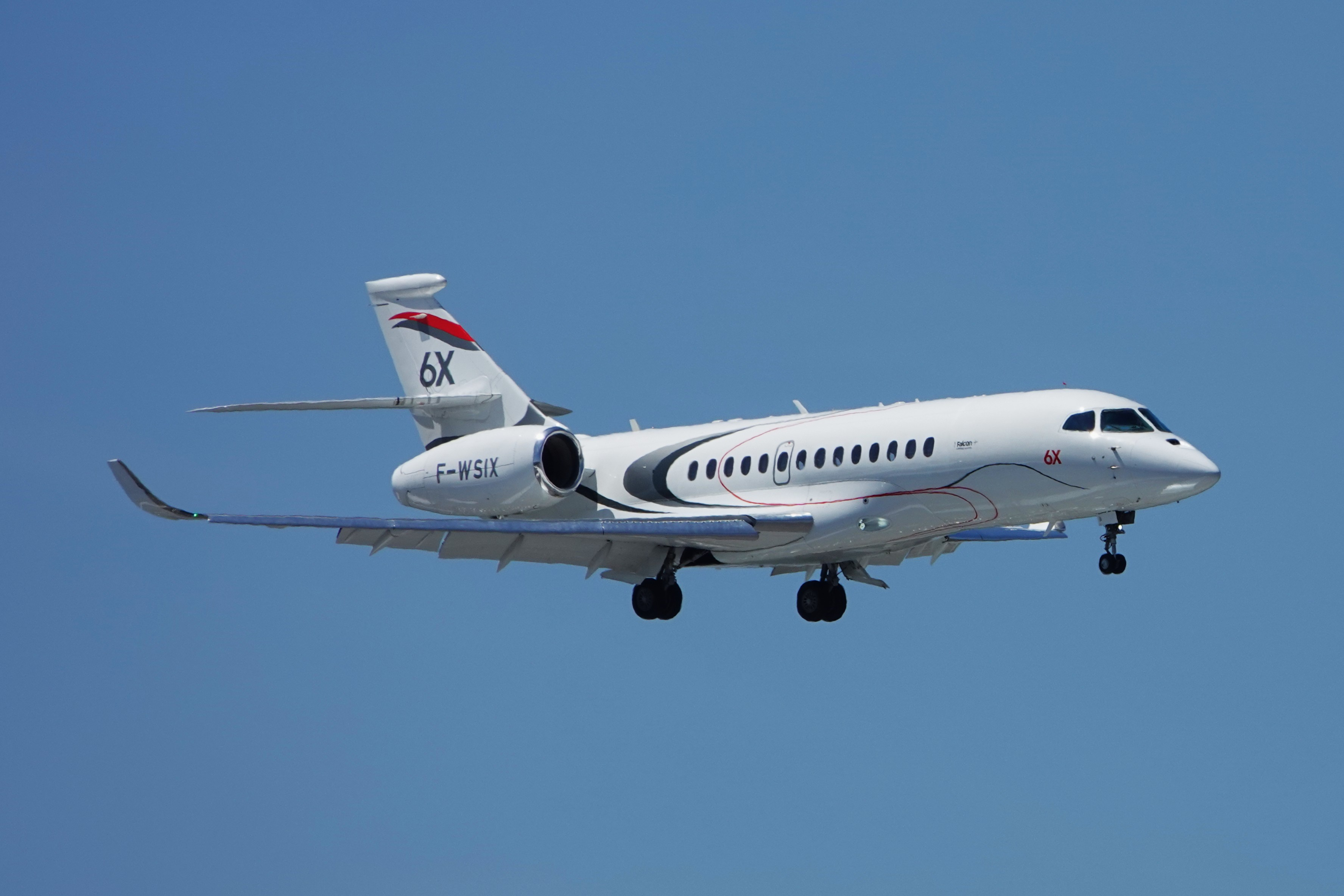
A l'approche.

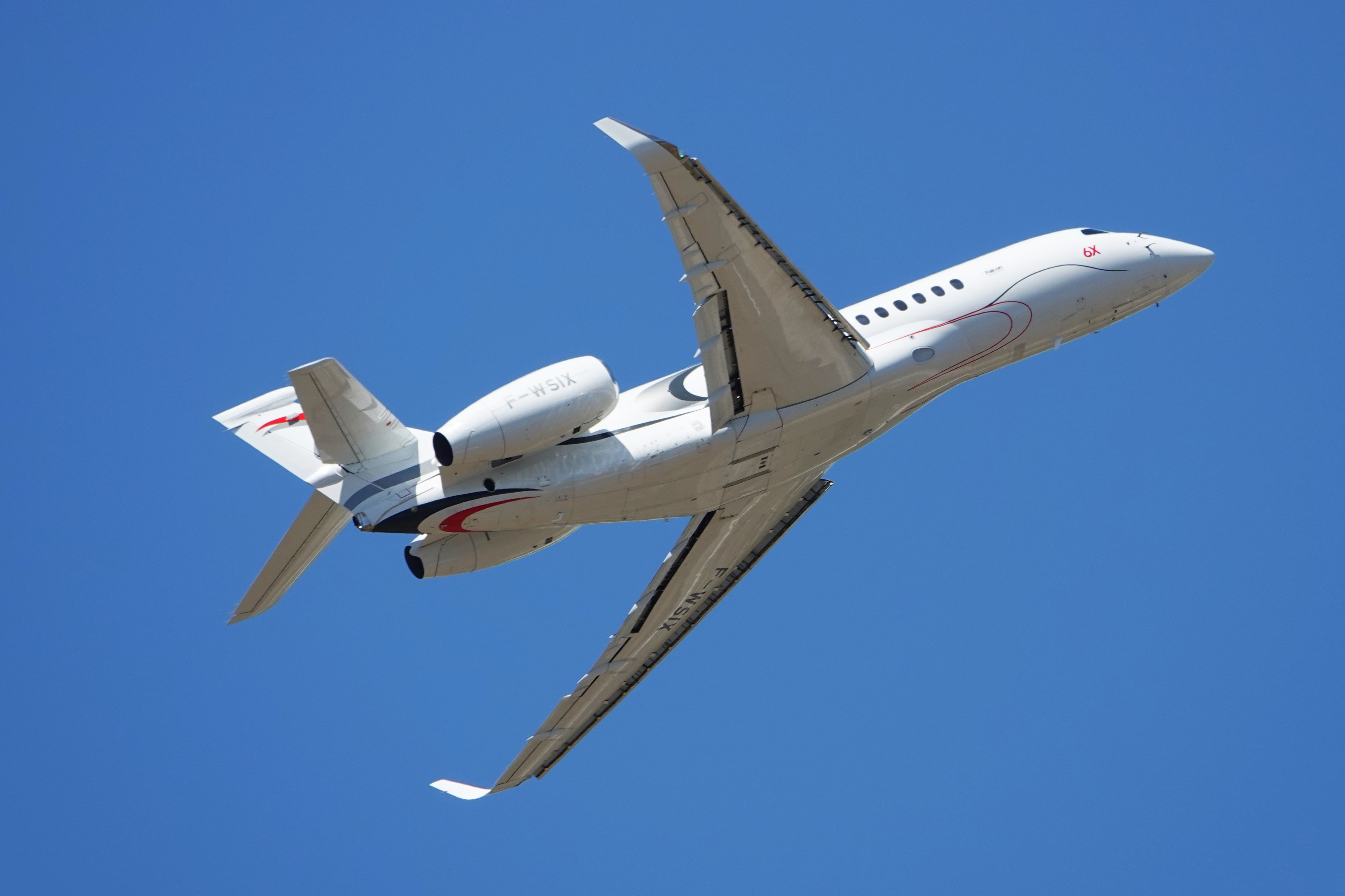
Démonstration à l'Aéroport de Paris - Le Bourget.

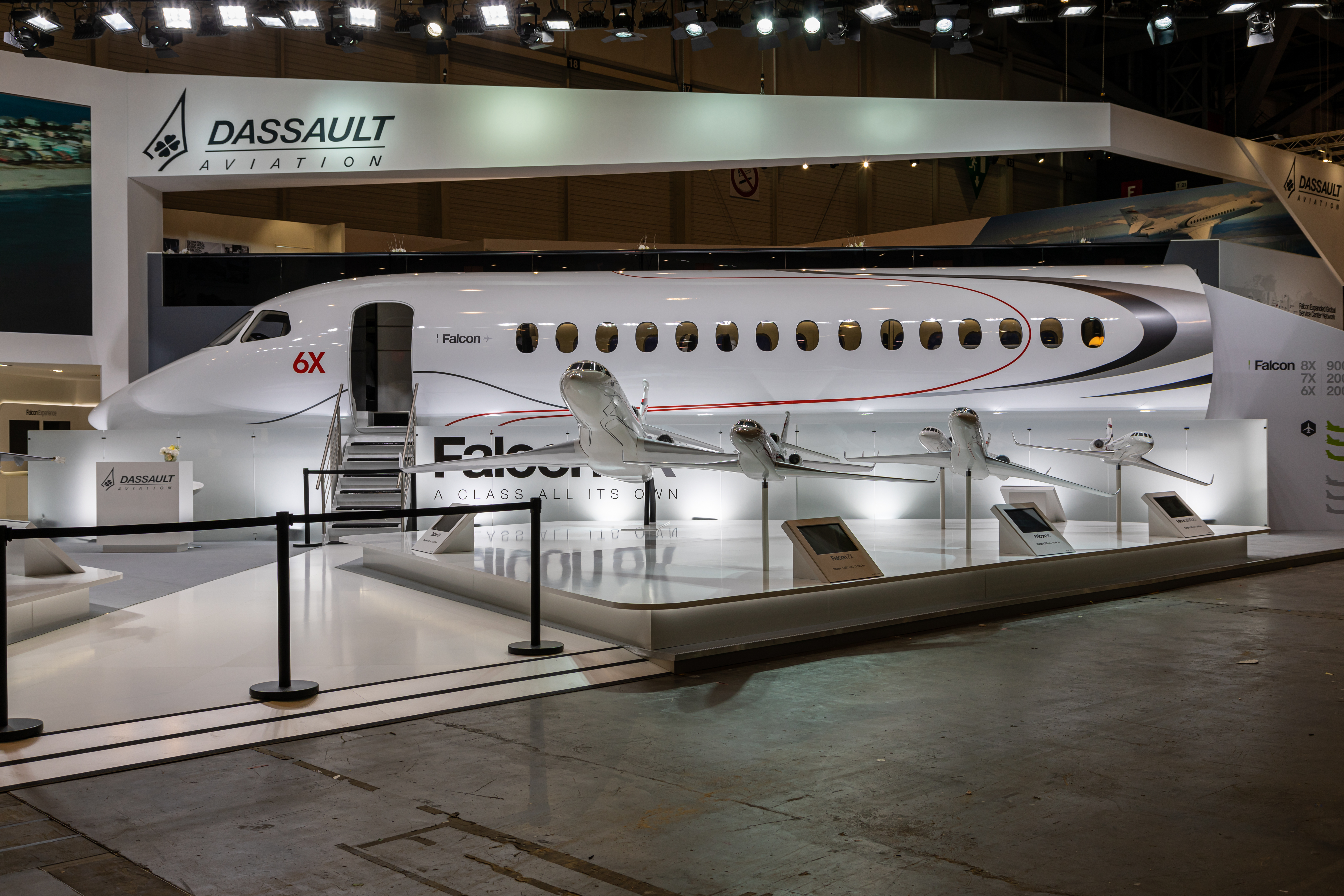
Maquette de la cabine du Falcon 6x exposée au salon EBACE 2019

Deux mois après l'annulation du Falcon 5X, Dassault Aviation présente, le 28 février 2018 ce nouvel avion. Le développement est terminé en mai 2019.
Ce programme est conforté par la sortie d'usine (rollout) du premier Falcon 6X, le 8 décembre 2020, sur le site de production de Bordeaux-Mérignac, en France. Le premier vol est effectué le 10 mars 2021 depuis Bordeaux-Mérignac.
Le certificat de type est délivré par l'Agence européenne de sécurité aérienne le 22 Août 2023 après plus de deux ans d'essais et environ 1 500 heures de vol.

## Conception

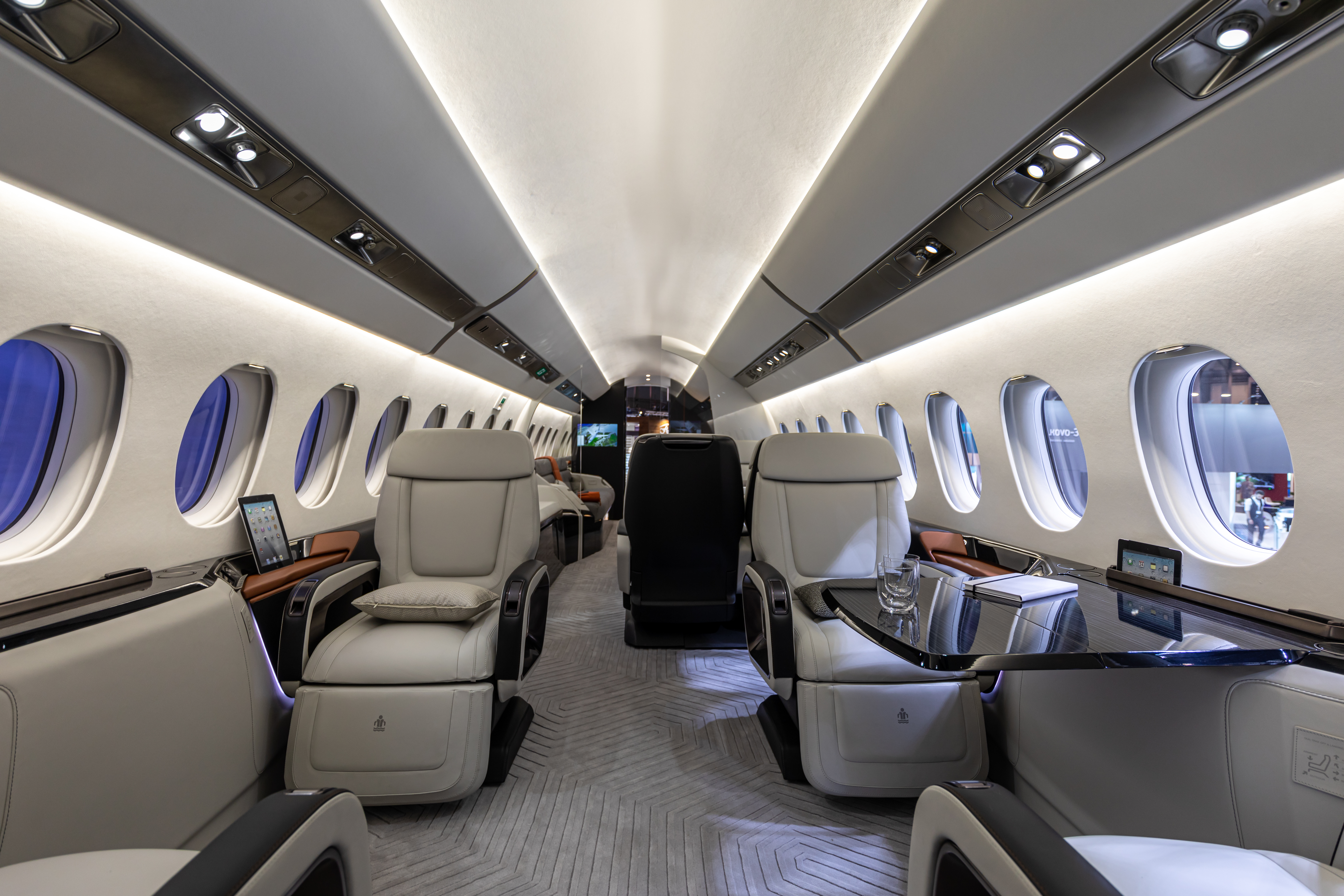
Exemple d’aménagement.

Les moteurs sont deux Pratt & Whitney Canada PW800 de 60 kN chacun. Le projet 5X devait utiliser le Safran Silvercrest, mais Dassault l'a abandonné, son développement prenant trop de retard. Le 6X a aussi un fuselage allongé de 51 cm comparé au 5X.
Le Falcon 6X est capable de parcourir 10 200 kilomètres sans escale. Avec une vitesse maximale de Mach 0,90 (956 km/h), il peut relier Pékin à San Francisco, ou Paris à Tokyo sans escale et effectuer, sans ravitaillement intermédiaire, un trajet de Washington à New York avant de poursuivre son vol jusqu’à Genève.
La cabine peut accueillir 16 passagers dans ses trois salons distincts, elle est de 10% la plus large (2,58 m) et la plus haute (1,98 m) sous plafond du segment des jets d’affaires à long rayon d’action et longue de 12,3 m.

### Vitesse d'approche
Sa vitesse d'approche est la plus basse des jets d'affaire, 109 kts, soit 200 km/h. Cette caractéristique lui permet de se poser sur des aéroports dépourvus de pistes longues,

## Commercialisation
Il est commercialisé au prix catalogue de 47 millions de dollars, environ 37 millions d'euros fin 2020. Dassault compte sur ce modèle, et sur le 10X, pour relancer son activité avions d'affaires, dont les ventes se sont effondrées entre 2010 et 2020.
Il reçoit la certification de type de l'EASA et de la FAA le 22 août 2023. Dassault annonce l'entrée en service du Falcon 6X le 30 novembre 2023.